# Dolmen de Nuisy
Le dolmen de Nuisy, appelé aussi Pierre de Sainte-Geneviève, est situé sur le territoire de la commune de Fontaine-Denis-Nuisy, dans le département de la Marne.

## Protection
L'édifice est classé au titre des monuments historiques en 1889. Il a été restauré au début des années 1930 par l'abbé Favret.

## Caractéristiques
Le dolmen se compose de deux orthostates et d'une dalle de chevet, le tout surmonté d'une unique table de couverture débordant des supports. L'ensemble délimite une grande chambre sépulcrale, ouvrant au sud, de 2,25 m de longueur sur 1,35 m de largeur et 1,40 m de hauteur.
| Dalle                                                                              | Longueur | Hauteur | Épaisseur |
| ---------------------------------------------------------------------------------- | -------- | ------- | --------- |
| Table                                                                              | 3,35 m   | 3,25 m  | 0,45 m    |
| Orthostate no 1                                                                    | 2,60 m   | 1,05 m  | 0,38 m    |
| Orthostate no 2                                                                    | 2,40 m   | 1,18 m  | 0,35 m    |
| Chevet                                                                             | 1,30 m   | 0,95 m  | 0,35 m    |
| Données : A la découverte des mégalithes de l'Aube - dolmens-menhirs et polissoirs |          |         |           |

## Mobilier archéologique
Lors de la restauration du dolmen, Favret y recueillit des fragments de céramique et un petit mobilier lithique en silex (1 pointe de lance, 1 percuteur-polissoir, 3 flèches à armature tranchante).